# Steinhaus am Semmering
Steinhaus am Semmering ist ein Dorf am Semmering-Pass im Mürztal der Obersteiermark, und Ortschaft der Gemeinde Spital am Semmering im Bezirk Bruck-Mürzzuschlag, Steiermark.

## Geografie
Der Ort liegt zwischen Spital und Semmering auf einer Höhe von etwa 820 m ü. A. und ist der zweite Ort bei der Abfahrt auf steirischer Seite Richtung Westen, etwa 4½ Kilometer nach der Passhöhe. 
Die Ortschaft umfasst etwa 550 Gebäude mit etwa 650 Einwohnern.
Zum Ortschaftsgebiet gehören auch die Siedlungen Europadorf, Alpenhof und Dürrgraben Richtung Passhöhe (mit den Einzellagen Dürrhof, Erzlhof, Mühlbauer, Paulbauer), und die zerstreuten Häuser Fröschnitz (mit den Einzellagen Grubenhaus, Hanslbauer, Peterbauer) im Nebental des Fröschnitzbaches, das oberhalb des Orts Richtung Südosten abzweigt, und in dem die Straße über den Pfaffensattel nach Rettenegg an der Feistritz und das Joglland führt, sowie die Enzianhütte am Semmering.
Dabei zählen das nähere Ortsgebiet und die Gegenden Richtung Passhöhe zur Katastralgemeinde (KG) Semmering, das Fröschnitztal bildet die KG Fröschnitz.

Der Zählsprengel Steinhaus am Semmering umfasst die etwa 520 Gebäude und 600 Einwohner der Talung von Mürz und Fröschnitz, der Rest der Ortschaft wird unter Bergland erfasst.

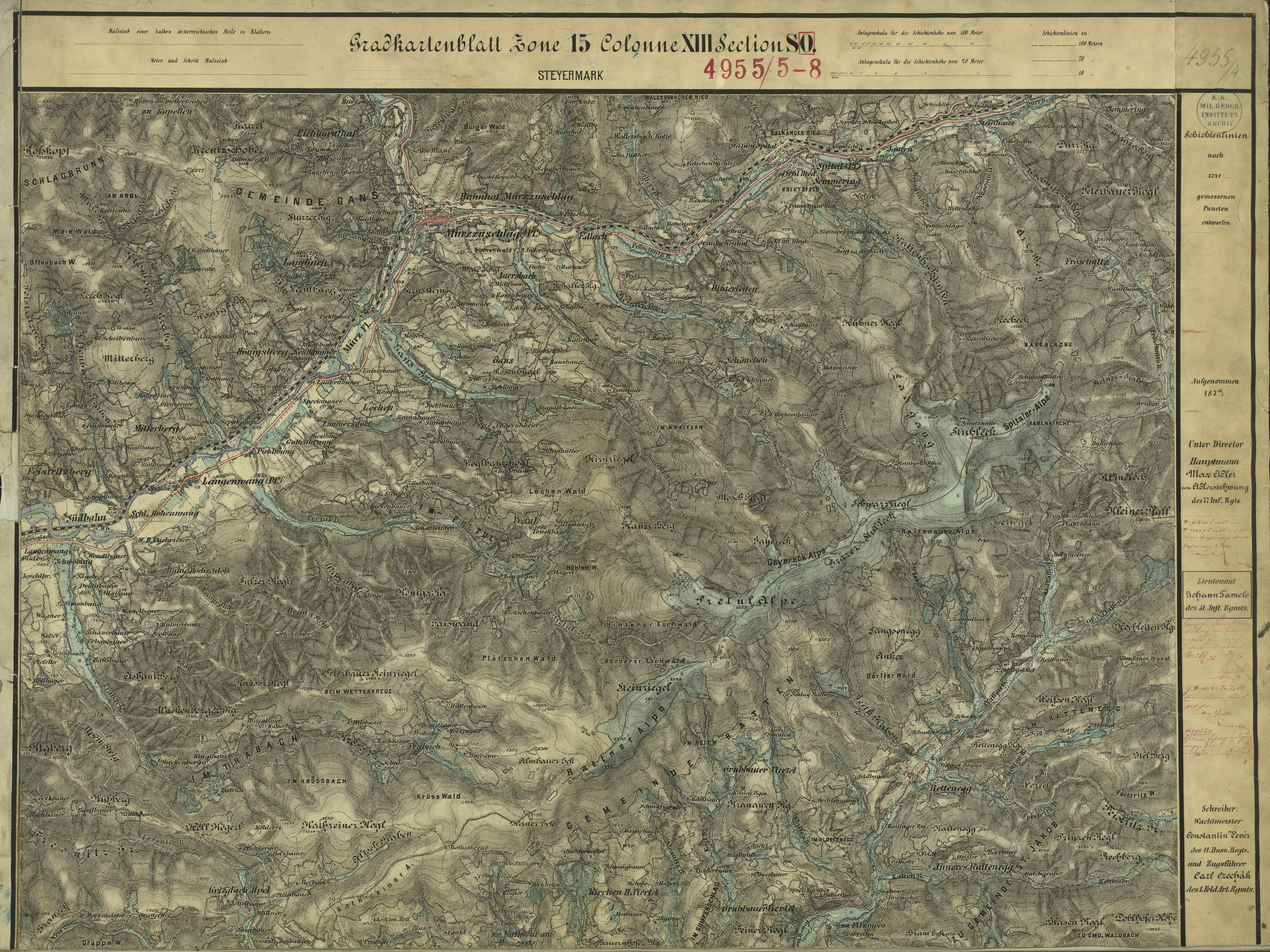
Steinhaus und das Fröschnitztal (rechts oben) um das Jahr 1876 (Aufnahmeblatt der Landesaufnahme)

Nachbarortschaften(dazwischenliegende Gebirgszüge sind kursiv gesetzt)
|                     | Breitenstein (Gem., Bez. Neunkirchen, NÖ) Westlicher Semmering | Semmering (Gem.) Greis (Gem. Schottwien, Bez. Neunkirchen, NÖ) |
| Spital am Semmering | Kompassrose, die auf Nachbargemeinden zeigt                    | Östlicher Semmering Trattenbach (Gem., Bez. Neunkirchen, NÖ)   |
|                     | Fischbacher Alpen Rettenegg (Gem., Bez. Weiz)                  | Östlicher Semmering Feistritzwald (Gem. Rettenegg, Bez. Weiz)  |

## Geschichte

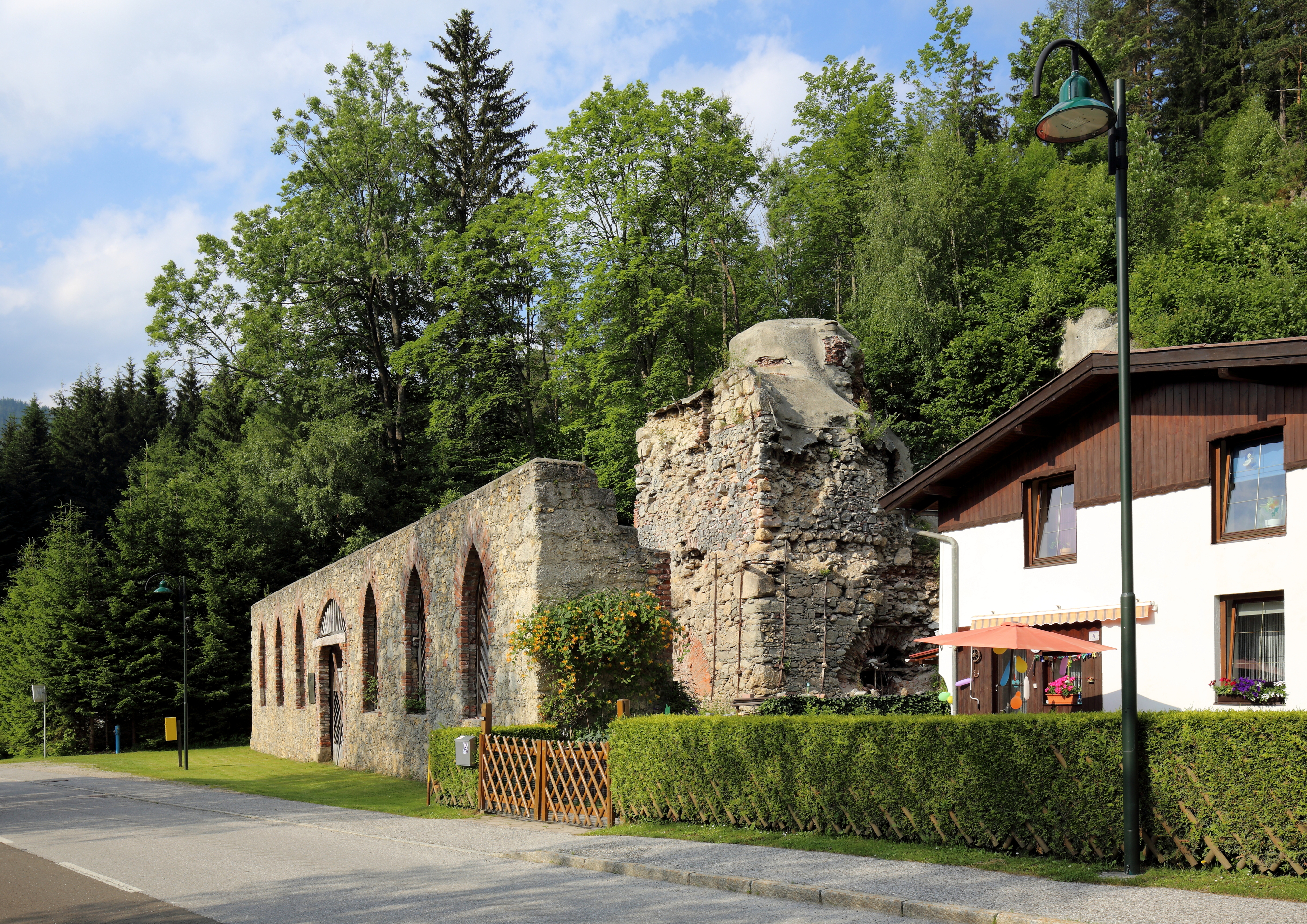
Die Alfredhütte im „Industriegotik-Stil“ mit Spitzbogenfenstern

In Steinhaus am Semmering wurde bis ins Jahr 1882 hin Eisenbergbau betrieben, der die Haupteinnahmequelle der Region war. Die Blüte hatte der Eisenbergbau um das Jahr 1740. 1882 wurde der Eisenabbau wegen zu großer Konkurrenz eingestellt.
1838/1839 wurde im Auftrag von Alfred Fürst von Schönburg-Hartenstein die Alfredhütte errichtet, um das Erz aus den Fröschnitz- und Dürgrabengruben zu verarbeiten. Dieses musste vorher zur Verhüttung erst umständlich nach Aue bei Schottwien transportiert werden. Die Hütte produzierte bis zu 3000 Tonnen Roheisen pro Jahr und wurde 1885 stillgelegt. 
Im April 1945 war die Gegend um Steinhaus am Semmering Schauplatz heftiger Kämpfe zwischen der späteren deutschen 9. Gebirgs-Division (Ost) und der Roten Armee, welche über den Semmering-Pass in die Steiermark vorzudringen versuchte. Die Ortschaft befand sich hinter der deutschen Front und wurde von der Gebirgs-Division als Aufmarschraum und Divisionsgefechtsstand genutzt. Ein dunkles Kapitel der letzten Kriegstage waren die Standgerichte, die viele Todesurteile gegen Deserteure verhängten, um die Moral und den Widerstandswillen aufrechtzuerhalten. Im Bereich der 6. Armee, zu der die 9. Gebirgs-Division gehörte, gab es ein mobiles Standgericht, das fallweise in Steinhaus am Semmering tagte. Bekannt ist die Verurteilung und standrechtliche Erschießung von drei Soldaten in der Ortschaft.

## Verkehr

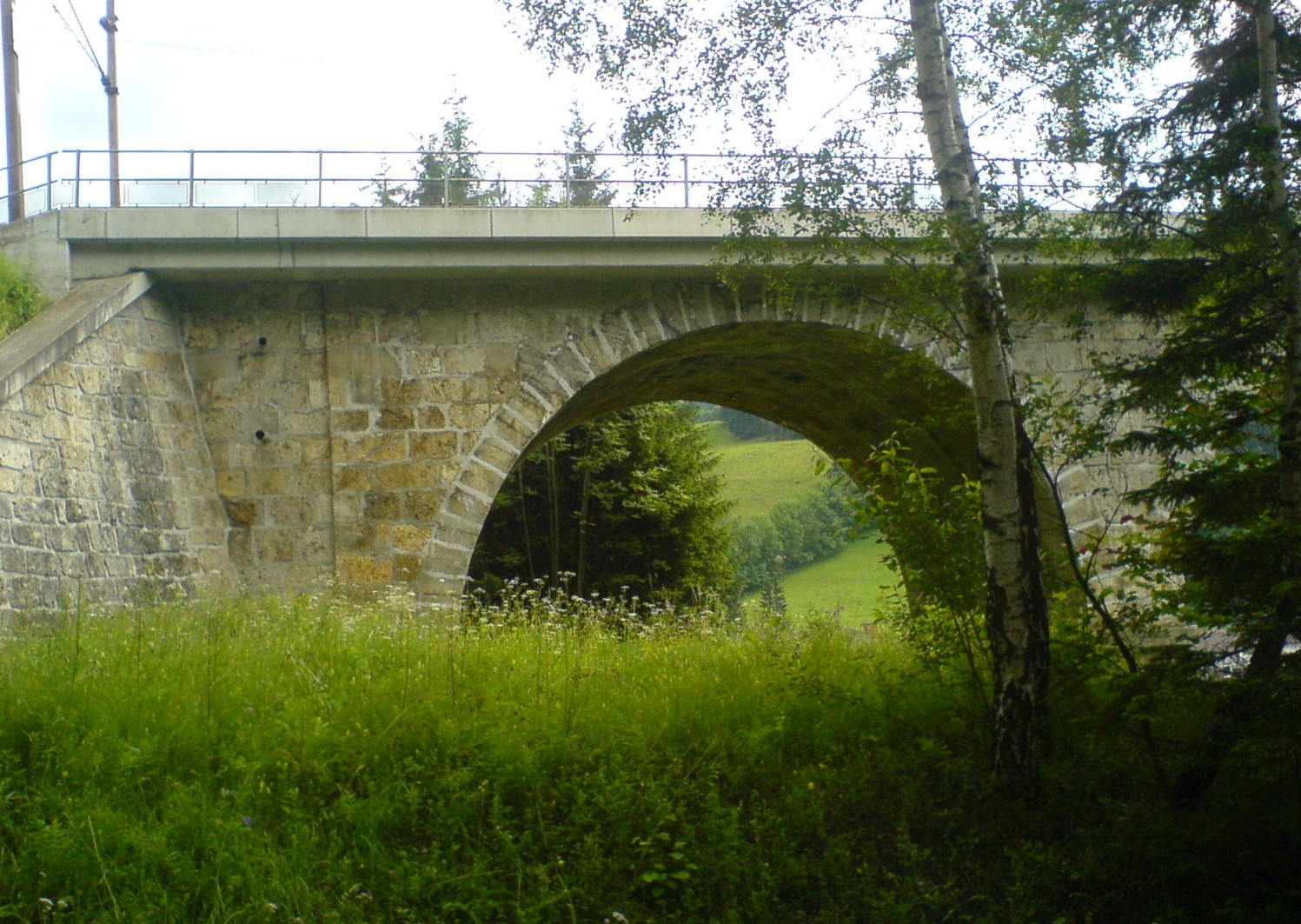
Die Strecke der Südbahn überquert die ehemalige Trasse der Feistritzwaldbahn

Steinhaus am Semmering liegt im Süden der autobahnähnlich ausgebauten Semmering Schnellstraße, die kurz hinter der Anschlussstelle Steinhaus am Semmering in einen bogenförmigen Tunnel übergeht.
Im Norden des Ortes verläuft die Semmeringbahn, ein Teilabschnitt der Südbahn, an der Steinhaus am Semmering einen eigenen Haltepunkt besitzt. Es halten Regionalzüge in Richtung Payerbach-Reichenau bzw. Mürzzuschlag, welche in der Regel im Zwei-Stunden-Takt verkehren. Weiters gibt es in der Früh für Pendler Regionalexpresszüge Richtung Wien und am Abend Richtung Mürzzuschlag.
Von der Eröffnung 1917 bis zu ihrer Stilllegung im Jahr 1958 nahm in Steinhaus am Semmering die 22 Kilometer langen Feistritzwaldbahn nach Rettenegg ihren Ausgang. Heute sind im Ort noch Stücke der ehemaligen Bahntrasse sichtbar erhalten. Es existiert auch eine Schautafel über die Waldbahn. Am 71 Meter langen und 17 Meter hohen Steinhaus-Viadukt überquert heute die Südbahn die ehemalige Trasse der Waldbahn.